# Kurant
Kurant vil sige en mønt i småmønter. For eksempel er 1 daler kurant 1 daler i småmønter i modsætning til 1 daler in specie, der er i et stykke.

## Ekstern henvisning
- Kurant